# Kováts Ferenc (történész)
Kováts Ferenc (Pozsony, 1873. március 15. – Budapest, 1956. október 26.) gazdaságtörténész, közgazdász, a történelemtudomány kandidátusa (1952), a Magyar Tudományos Akadémia levelező tagja. A középkori és kora újkori Magyarország gazdaságtörténetének elhivatott kutatója volt, a korszak külkereskedelmére vonatkozó közgazdasági szempontú forráselemzései kimagasló jelentőségűek.

## Életútja
Kováts György (1843–1907) főorvos, királyi tanácsos és Speneder Franciska fiaként született. Felsőfokú tanulmányait a Pozsonyi Királyi Jogakadémián, a kolozsvári, majd a boroszlói (Breslau) egyetemen végezte, államtudományi doktori oklevelét végül 1903-ban Kolozsvárott szerezte meg. 1900 és 1903 között a Pozsonyi Jogakadémia könyvtárosaként dolgozott. 1903-ban magántanári képesítést szerzett a Kolozsvári Magyar Királyi Ferenc József Tudományegyetemen a statisztika tárgyköréből, de még ugyanabban az évben kinevezték a Pozsonyi Jogakadémia tanárává, így végül ez utóbbi katedrát választotta. 1914-ig oktatott a tanintézményben, amikor is a pozsonyi Erzsébet Tudományegyetemen a nemzetgazdaságtan és pénzügytan nyilvános rendes tanára lett. 1918–1919-ben a Jog- és Államtudományi kar dékáni feladatait látta el, majd 1919–1921-ben a Budapestre költöző egyetemen oktatott tovább.
1921-ben a szegedi Ferenc József Tudományegyetemről kapott felkérést, ahol a közgazdaságtan és pénzügytan nyilvános rendes tanszékvezető tanára volt 1934-ig, emellett 1926 és 1929 között a statisztikai tanszék vezetőjeként is tevékenykedett. Egy tanéven át, 1929–1930-ban itt is betöltötte a Jog- és Államtudományi kar dékáni tisztét, majd 1930–1931-ben az egyetem rektoraként működött. 1934-ben ismét a fővárosba költözött, s 1944-es nyugdíjazásáig a József Nádor Műszaki és Gazdaságtudományi Egyetemen a magyar gazdaságtörténet és a történeti segédtudományok nyilvános rendes tanára, egyúttal 1942–1943-ban a közgazdaság-tudományi kar dékánja volt.

## Munkássága
Noha három évtizeden keresztül volt közgazdaság-tudományi katedrája különböző magyarországi egyetemeken, életművének és munkásságának hangsúlyos területe mégis a középkori és kora újkori Magyar Királyság gazdaságtörténete volt. Már jogakadémiai éveiben e témakör felé fordult a figyelme, amikor a pozsonyi városi levéltár gazdag iratanyagát felhasználva dolgozta fel a város középkori társadalmi fejlődésének, gazdasági szerkezetének, pénzforgalmának és kereskedelmének históriáját. A későbbi évtizedekben végzett forrásfeltáró munkája során behatóan vizsgálta az ország – s főként a dunántúli régió – gazdaságtörténetét, a pénzügy, az adózás, a vámpolitika, a belföldi és külföldre irányuló áruforgalom múltját, a Magyar Királyság gazdaságának szerepét és helyét a kontinentális munkamegosztásban. Az 1920-as évektől gyűjtötte és közreadta a magyarországi zsidóság történetéről szóló forrásokat is. 1900 és 1905 között a Gazdaságtörténeti Szemle szerkesztője volt.
Műkedvelőként botanikával is foglalkozott, jelentős herbáriumot állított össze a magyarországi hölgymálokról, amely növényrendszertani kutatásai alapjául szolgált.

## Társasági tagságai és elismerései
1923-ban a Magyar Tudományos Akadémia levelező tagjává választották, az Akadémia 1949-es átszervezésekor tanácskozó taggá minősítették, és levelező tagságát csak 1989-ben – posztumusz – állították vissza.

## Főbb művei
- Városi adózás a középkorban. Pozsony, 1900.
- Adalékok a dunai hajózás és a dunai vámok történetéhez az Anjouk korában. Budapest, 1901.
- A középkori magyar pénztörténet vázlata. Budapest, 1901.
- Nyugatmagyarország áruforgalma a XV. században a pozsonyi harmincadkönyv alapján: Történet-statisztikai tanulmány. Budapest, Politzer, 1902, 237 p. = Társadalom- és Gazdaságtörténeti Kutatások.
- Handelsverbindungen zwischen Köln und Pressburg (Pozsony) in Spätmittelalter. Köln, Stadtarchiv, 1914, 32 p.
- A nagy pozsonyi telekkönyv 1439–1517. Pozsony, 1914.
- A pozsonyi városgazdaság a középkor végén. Pozsony, 1918.
- Pressburger Grundbuchführung und Liegenschaftsrecht im Spätmittelalter. Weimar, 1918.
- A magyar arany világtörténeti jelentősége. Budapest, 1923.
- Egyház és városgazdaság a középkorban. Szeged, Városi ny., 1934, 18 p.
- Adalékok Pozsony társadalom- és gazdaságtörténetéhez a XVIII. század első felében. Szeged, 1935.
- Adalék a pozsonyi zsidóság későközépkori gazdaságtörténetéhez. Budapest, Hornyánszky, 1938, 74 p.
- Magyar-zsidó oklevéltár IV.: 1371–1564. Szerk. Kováts Ferenc. Budapest, Izraelita Magyar Irodalmi Társulat, 1938.
- Magyar gazdaságtörténet: Általános gazdaságtörténeti ismeretek és Magyarország gazdaságtörténete. Budapest, Sághy, 1940, 142 p.